# LL-143
LL-143 – radziecka prototypowa łódź latająca oblatana pod koniec II wojny światowej.

## Historia
W 1943 roku uwydatniły się dotkliwe braki morskich samolotów patrolowych. Częściowo lukę tę wypełniano produkując na licencji amerykański samolot Consolidated PBY Catalina, jednakże w dalszym ciągu brakowało maszyn rodzimej produkcji. Dlatego też sowieckie Siły Powietrzne złożyły zamówienie na wodnosamolot o określonych właściwościach: zasięg 5000 km, 20 godzin lotu bez przerw i udźwigu bomb do 4000 kg. Samolot odpowiadający zamówieniu opracowano w biurze konstrukcyjnym Georgija Beriewa; otrzymał oznaczenie LL-143. Uzbrojenie miało składać się z 6 karabinów maszynowych. Pierwszy lot odbył się we wrześniu 1945 roku. Próby w powietrzu wykazały niedostatki samolotu. Wybudowano tylko prototyp.